# Sportliv
Sportliv är ett dokumentärprogram producerat av Yle Sporten och publicerat på Yle Arenan. Serien hade premiär den 16 februari 2019 och fokuserar på avgörande vändpunkter i idrottares liv. I varje avsnitt står en idrottares personliga berättelse i centrum, med teman som motgångar, framgångar, psykisk ohälsa och identitet.
Programmet är en vidareutveckling av det nedlagda Sportmagasinet (Yle)(fi) och utgår från ett mer digitalt berättande. Det publiceras på lördagar på Yle Arenan och kompletteras ofta med långläsning på Svenska.yle.fi. På Yle Fem sänds avsnitten på söndagar.

## Profilerade gäster i Sportliv (urval)
- Alva Thors - skidåkare[2]
- Oliver Helander - spjutkastare[3]
- Camilla Richardsson -  långdistanslöpare[4]
- Rikard Grönborg - ishockeyspelare och tränare[5]
- Anna Westerlund -  fotbollsspelare[6]
- Tim Sparv - fotbollsspelare[7]
- Robert Helenius -boxare[8]
- Ida Zetterström - racerförare[9]
- Sandra Eriksson - friidrottare[10]
- Benjamin Helander - handbollsspelare[11]
- Ria Öling - fotbollsspelare[12]
- Mikko Manner- ishockeyspelare och ishockeytränare[13]
- Jonna Sundling -  längdskidåkare[14]
- Anton Lundell - ishockeyspelare[15]
- Birgitta Lindholm - handbollstränare[16]
- Saga Andersson -  stavhoppare[17]
- Elina Gustafsson - boxare[18]
- Linda Nyman - fotbollsspelare[19]
- Mattias Gestranius - fotbollsdomare[20]
- Linda Sällström -  fotbollsspelare[21]
- Alexander Leksell - fotbollsspelare[22]
- Joel Blomqvist - ishockeymålvakt[23]
- Eva Wahlström - boxare[24]
- Petteri Forsell - fotbollsspelare[25]
- Fredrik Smulter - styrkelyftare[26]
- Toni Söderholm - ishockeyspelare och tränare[27]